# Karl Simpfendörfer
Karl Simpfendörfer (* 2. September 1906 in Brettach; † 25. Dezember 1984 in Bad Friedrichshall) war ein deutscher Politiker (CDU). In der dritten Wahlperiode war er Abgeordneter des Deutschen Bundestages.

## Leben
Simpfendörfer besuchte die Volksschule und anschließend eine Landwirtschaftsschule. Danach arbeitete er in mehreren Betrieben der Landwirtschaft, wo er meistens in der Obstzucht oder Milchproduktion tätig war. Er war erstmals 1923 politisch aktiv, als er der DNVP beitrat. Ab 1930 engagierte er sich beim Christlich-Sozialen Volksdienst (CSVD). Im Zweiten Weltkrieg war er als Soldat eingesetzt. Nach dem Krieg war er ab 1947 Mitglied beim Württembergischen Evangelischen Landeskirchentag und Mitarbeiter des Deutschen Evangelischen Kirchentags. Außerdem war er zu dieser Zeit noch Vorsitzender in Betrieben der Milchversorgung.

## Politik
Simpfendörfer trat nach dem Krieg auch der CDU bei und wurde 1946 Mitglied des Kreisrates und -tages von Heilbronn. Durch ein Direktmandat im Wahlkreis Heilbronn wurde er bei der Bundestagswahl 1957 in den Deutschen Bundestag gewählt. Dort gehörte er als ordentliches Mitglied dem Ausschuss für Familien- und Jugendfragen und dem Ausschuss für Mittelstandsfragen an. Außerdem war er stellvertretendes Mitglied des Ausschusses für Petitionen und des Ausschusses für Kulturpolitik und Publizistik. Nach der darauffolgenden Wahl 1961 schied er aus dem Bundestag aus.